# ジョゼ・イヴァナウド・デ・ソウザ
ジョゼ・イヴァナウド・デ・ソウザ（José Ivanaldo de Souza、1975年6月6日 - ）は、ブラジル出身の元同国代表サッカー選手。ポジションはMF。